# Torbjörn Flygt

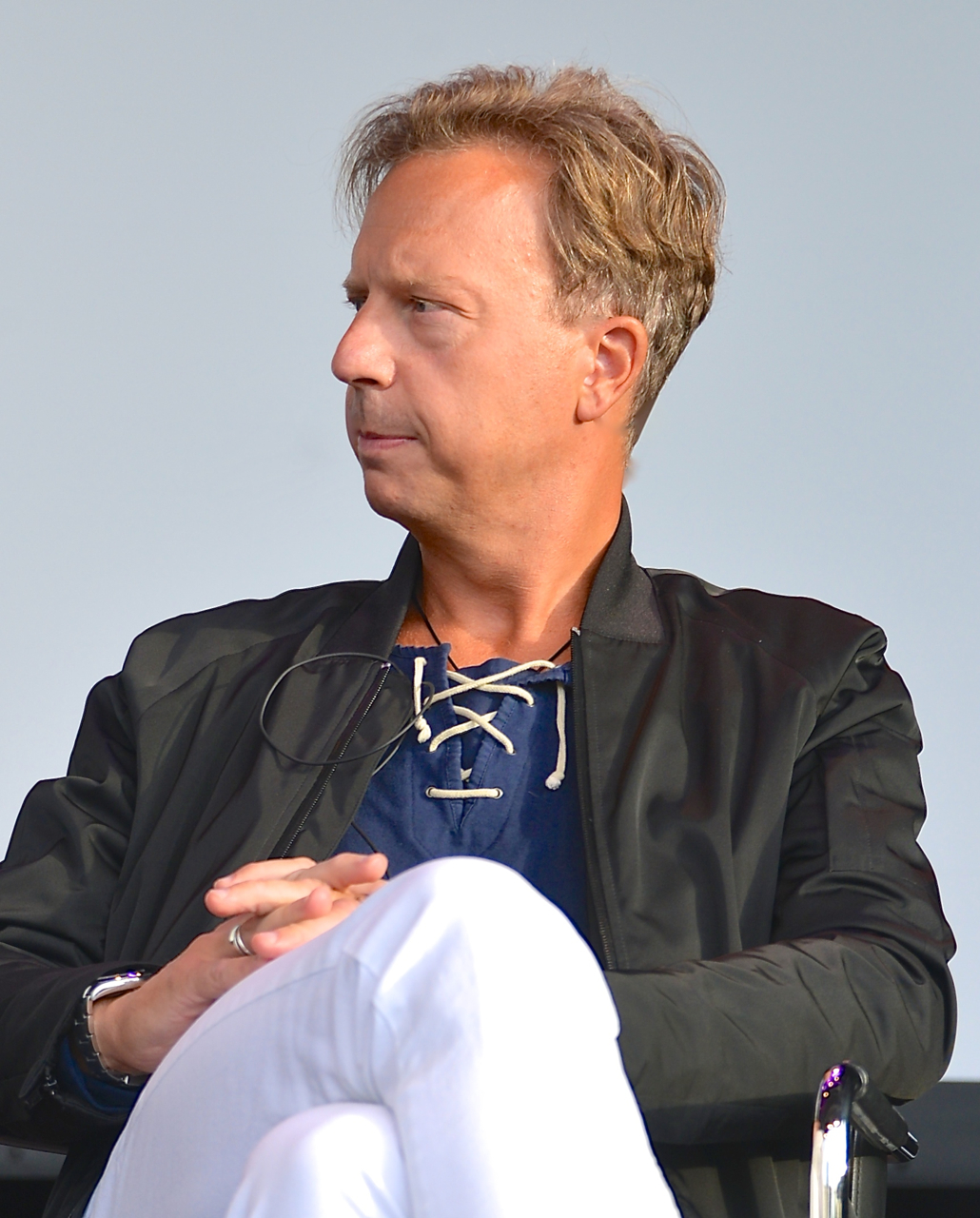
Torbjörn Flygt, 2013

Torbjörn Flygt (* 14. Juni 1964 in Malmö) ist ein schwedischer Schriftsteller.
Flygt gab sein literarisches Debüt 1995 mit dem Roman Längsta ögonblicket. 1997 erschien der Roman Män vid kusten. 2001 wurde er für den Roman Underdog mit dem August-Preis ausgezeichnet. 